# Кембриџка петорка
Кембриџ петорка или Кебриџчки шпијунски круг је био шпијунски круг у Уједињеном Краљевству који је прослеђивао информације Совјетском Савезу током Другог светског рата и био је активан од 1930-их до барем до почетка 1950-их. Нико од познатих чланова никада није процесуиран због шпијунирања. Бројност и чланство у ланцу настајали су полако, од 1950-их па надаље. Шира јавност је први пут постала свесна завере након изненадног бекства Доналда Маклина (тајно име : Хомер) и Гаја Берџиса (тајно име: Хикс) у Совјетски Савез 1951. године. Сумња је одмах пала на Харолда „Кима“ Филбија (тајно име: Сони, Стенли), који је на крају побегао из земље 1963. године. Након Филбијевог бекства, британска обавештајна служба је добила признања од Ентонија Бланта (тајно име: Џонсон), а затим Џона Кернкроса (тајно име: Лист), који су постали последња двојица у групи од петорице. Њихово учешће држано је у тајности дуги низ година: до 1979. за Бланта и 1990. за Кернкроса. Надимак Кембриџка четири је еволуирао у Кембриџку петорку након што је додат Кернкрос.
Термин „Кембриџ” се односи на регрутовање групе током њиховог школовања на Универзитету Кембриџ током 1930-их. Дебате се воде око тачног времена њиховог регрутовања од стране совјетске обавештајне службе. Блант је тврдио да су регрутовани као агенти тек након што су дипломирали. Члан Тринити колеџа, Блант је био неколико година старији од Берџиса, Маклина и Филбија; деловао је као откривач талената и регрут.
Сва петорица су били убеђени да је марксизам-лењинизам совјетског комунизма најбољи могући политички систем, а посебно најбоља одбрана од успона фашизма. Сви су остварили успешну каријеру у огранцима британске владе. Проследили су велике количине обавештајних података Совјетском Савезу, толико да је КГБ постао сумњичав да је барем део њих лажан. Можда исто толико важан колико и обавештајни подаци које су пренели био је деморалишући ефекат на британску владу због њиховог спорог разоткривања, и неповерење у британску службу безбедности које је то изазвало у Сједињеним Државама.
Многи други су такође оптужени за чланство у Кембриџком кругу. Блант и Берџис су били чланови Универзитетског Пит клуба, као и Кембриџких апостола, ексклузивних тајних друштава на Универзитету Кембриџ. Други апостоли оптужени да су шпијунирали за Совјете су Мајкл Стрејт и Гај Лидел.